# Jean-Baptiste Drouet

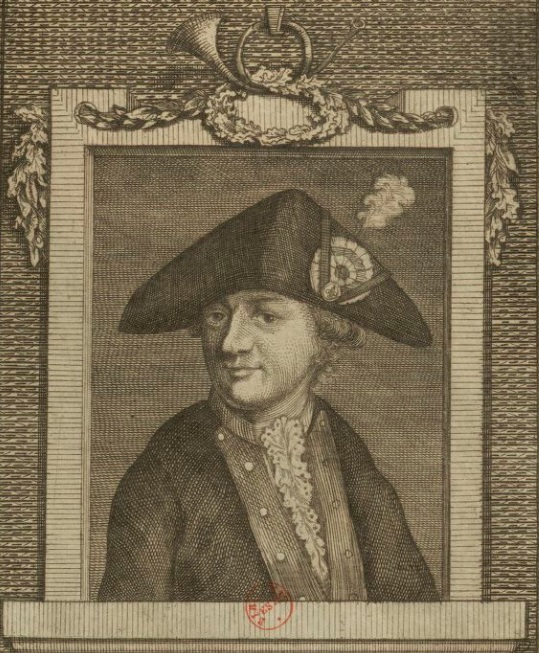
Jean Baptiste Drouet (1791)

Jean-Baptiste Drouet (* 8. Januar 1763 in Sainte-Menehould, Département Marne; † 10. April 1824 in Mâcon) war ein französischer Revolutionär. Er wurde als Postmeister von Sainte-Menehould bekannt.

## Leben
Jean-Baptiste Drouet war der Sohn eines Holzfällers. Er wurde 1789 Postmeister in Sainte-Menehould und gründete dort im gleichen Jahr einen Jakobinerklub.
Drouet erkannte am 21. Juni 1791 den fliehenden Ludwig XVI. und leitete sofort Maßnahmen zu dessen Verhaftung in Varennes ein. Im September 1792 wurde Drouet von seinem Heimatdepartement Marne in den Nationalkonvent gewählt. Er näherte sich der Bergpartei, stimmte für den Tod des Königs und beteiligte sich aktiv am Sturz der Girondisten (31. Mai bis 2. Juni 1793). Im September 1793 wurde er als „Repräsentant in Mission“ zur Nordarmee geschickt. Aber Drouet geriet schon im Oktober 1793 in Maubeuge in österreichische Gefangenschaft, die er auf der Festung Spielberg in Brünn verbringen musste. Im September 1795 kehrte er infolge eines Austausches von Gefangenen nach Frankreich zurück.
Der populäre Heimkehrer nahm seinen Sitz im Nationalkonvent sofort wieder ein. Nach der Auflösung des Nationalkonvents wurde Drouet in den Rat der Fünfhundert gewählt. Er schloss sich der „Gesellschaft der Freunde der Republik“ an, die ihre Sitzungen in der Nähe des Panthéons abhielt und deswegen als „Panthéonklub“ bekannt wurde. Ungeachtet der tiefen Meinungsverschiedenheiten mit Babeuf unterstützte Drouet dessen „Verschwörung der Gleichen“. Am 10. Mai 1796 erfolgte die Verhaftung der Verschwörer. Die Öffentlichkeit nahm großen Anteil an der Verhaftung Drouets, da er als Symbol des Republikanismus galt.
Nach Artikel 114 der Verfassung von 1795 durften Mitglieder des Gesetzgebenden Körpers nicht vor ein Kriminalgericht gestellt werden. Der laut Verfassung zuständige Staatsgerichtshof existierte aber nur auf dem Papier. Mit knapper Mehrheit entschieden deswegen die Abgeordneten des Rats der Fünfhundert Drouets Immunität aufzuheben. Am 17. August 1796 konnte Drouet jedoch aus dem Gefängnis flüchten und im Oktober 1796 die Grenze zur Schweiz überschreiten. Dadurch konnte er sich einer Anklage entziehen. Die Pariser Öffentlichkeit war fest davon überzeugt, dass Paul Barras den bekannten Revolutionshelden nicht vor ein Gericht stellen wollte und deswegen Drouets Flucht ermöglichte.
Nach dem Staatsstreich des 18. Fructidor V (4. September 1797) kehrte Drouet erneut nach Frankreich zurück. Er gründete im Sommer 1799 den neojakobinischen „Manegeklub“, als dessen erster „Regulator“ er fungierte. Von 1802 bis 1814 amtierte er als Unterpräfekt von Sainte-Menehould. Nach der Rückkehr der Bourbonen lebte Jean-Baptiste Drouet unter falschen Namen und im Verborgenen in Mâcon. Dort verstarb er am 10. April 1824.